# Аманбаев, Алдаберген
Алдаберген Аманбаев (кирг. Алдаберген Аманбаев; 1927 год, село Сулуу-Маймак — 1975 год, село Сулуу-Маймак, Кара-Бууринский район, Таласская область) — животновод, старший чабан колхоза «Россия» Кировского района, Киргизская ССР. Герой Социалистического Труда (1972). Отличник сельского хозяйства Киргизской ССР (1971). Заслуженный животновод Киргизской ССР (1974). Депутат Верховного Совета Киргизской ССР.

## Биография
Родился в 1927 году в крестьянской семье в селе Сулуу-Маймак.
Трудовую деятельность начал в 1945 году в колхозе «Россия» Кировского района. С 1947 года — чабан, старший чабан в этом же колхозе.
В 1970 году вырастил в среднем по 155 ягнят от каждой сотни овцематок и настриг в среднем по 5 килограмм шерсти с каждой овцы. Указом Президиума Верховного Совета СССР от 8 апреля 1971 года удостоен звания Героя Социалистического Труда «за выдающиеся успехи, достигнутые в развитии сельскохозяйственного производства и выполнении пятилетнего плана продажи государству продуктов земледелия и животноводства» с вручением ордена Ленина и золотой медали Серп и Молот.
Избирался депутатом Верховного Совета Киргизской ССР (1975—1980). Также был награждён медалями ВДНХ.
После выхода на пенсию проживал в родном селе, где скончался в 1975 году.